# Saint-Priest-la-Prugne
Saint-Priest-la-Prugne és un municipi francès situat al departament del Loira i a la regió d'Alvèrnia-Roine-Alps. L'any 2007 tenia 465 habitants.

## Demografia

### Població
El 2007 la població de fet de Saint-Priest-la-Prugne era de 465 persones. Hi havia 200 famílies de les quals 72 eren unipersonals (36 homes vivint sols i 36 dones vivint soles), 76 parelles sense fills, 48 parelles amb fills i 4 famílies monoparentals amb fills.
La població ha evolucionat segons el següent gràfic:
Habitants censats

### Habitatges
El 2007 hi havia 319 habitatges, 213 eren l'habitatge principal de la família, 81 eren segones residències i 25 estaven desocupats. 309 eren cases i 9 eren apartaments. Dels 213 habitatges principals, 179 estaven ocupats pels seus propietaris, 28 estaven llogats i ocupats pels llogaters i 6 estaven cedits a títol gratuït; 1 tenia una cambra, 13 en tenien dues, 28 en tenien tres, 54 en tenien quatre i 117 en tenien cinc o més. 156 habitatges disposaven pel capbaix d'una plaça de pàrquing. A 95 habitatges hi havia un automòbil i a 94 n'hi havia dos o més.

### Piràmide de població
La piràmide de població per edats i sexe el 2009 era:
| Homes | Edats   | Dones |
| ----- | ------- | ----- |
| 0     | 95 o +  | 0     |
| 0     | 90 a 94 | 0     |
| 0     | 85 a 89 | 0     |
| 8     | 80 a 84 | 4     |
| 4     | 75 a 79 | 8     |
| 24    | 70 a 74 | 28    |
| 20    | 65 a 69 | 32    |
| 16    | 60 a 64 | 4     |
| 12    | 55 a 59 | 16    |
| 4     | 50 a 54 | 4     |
| 20    | 45 a 49 | 16    |
| 24    | 40 a 44 | 12    |
| 20    | 35 a 39 | 28    |
| 12    | 30 a 34 | 8     |
| 8     | 25 a 29 | 8     |
| 16    | 20 a 24 | 4     |
| 8     | 15 a 19 | 20    |
| 20    | 10 a 14 | 8     |
| 12    | 5 a 9   | 4     |
| 4     | 0 a 4   | 16    |

## Economia
El 2007 la població en edat de treballar era de 276 persones, 199 eren actives i 77 eren inactives. De les 199 persones actives 180 estaven ocupades (102 homes i 78 dones) i 19 estaven aturades (6 homes i 13 dones). De les 77 persones inactives 38 estaven jubilades, 15 estaven estudiant i 24 estaven classificades com a «altres inactius».

### Ingressos
El 2009 a Saint-Priest-la-Prugne hi havia 215 unitats fiscals que integraven 489 persones, la mediana anual d'ingressos fiscals per persona era de 15.453 €.

### Activitats econòmiques
Dels 19 establiments que hi havia el 2007, 1 era d'una empresa alimentària, 6 d'empreses de fabricació d'altres productes industrials, 2 d'empreses de construcció, 2 d'empreses de comerç i reparació d'automòbils, 2 d'empreses de transport, 2 d'empreses d'hostatgeria i restauració, 1 d'una empresa financera, 1 d'una empresa immobiliària i 2 d'empreses classificades com a «altres activitats de serveis».
Dels 5 establiments de servei als particulars que hi havia el 2009, 1 era un taller de reparació d'automòbils i de material agrícola, 2 guixaires pintors, 1 perruqueria i 1 restaurant.
Dels 2 establiments comercials que hi havia el 2009, 1 era una botiga de menys de 120 m² i 1 una fleca.
L'any 2000 a Saint-Priest-la-Prugne hi havia 15 explotacions agrícoles que ocupaven un total de 265 hectàrees.

## Equipaments sanitaris i escolars
El 2009 hi havia una escola elemental integrada dins d'un grup escolar amb les comunes properes formant una escola dispersa.

## Poblacions més properes
El següent diagrama mostra les poblacions més properes.